# Cervone, Iahotîn
Cervone (în ucraineană Червоне) este o comună în raionul Iahotîn, regiunea Kiev, Ucraina, formată numai din satul de reședință.

## Demografie
Componența lingvistică a comunei Cervone
     Ucraineană (97,89%)
     Rusă (1,92%)
Conform recensământului din 2001, majoritatea populației comunei Cervone era vorbitoare de ucraineană (97,89%), existând în minoritate și vorbitori de rusă (1,92%).